# Rajd Krakowski 1980
5. Rajd Krakowski Krokusy – 5. edycja Rajdu Krakowskiego. Był to rajd samochodowy rozgrywany od 11 do 13 kwietnia 1980 roku. Była to druga runda Rajdowych Samochodowych Mistrzostw Polski w roku 1980. Rajd składał się z dwudziestu siedmiu odcinków specjalnych (dwa odcinki odwołano). Został rozegrany na nawierzchni asfaltowej. Zwycięzcą rajdu został Maciej Stawowiak.

## Wyniki końcowe rajdu[1][2]
| Miejsce | Kierowca                 | Pilot                     | Samochód              | Czas    | Strata | Grupa Klasa |
| ------- | ------------------------ | ------------------------- | --------------------- | ------- | ------ | ----------- |
| 1       | Maciej Stawowiak         | Ryszard Żyszkowski        | FSO Polonez 2000      | 1:15:13 | -      | II/9-15     |
| 2       | Jeremi Doria-Dernałowicz | Marek Pawłowski           | Opel Kadett GT/E      | 1:15:45 | +0:32  | II/9-15     |
| 3       | Andrzej Koper            | Włodzimierz Krzemiński    | Renault 5 Alpine      | 1:17:35 | +2:22  | II/8        |
| 4       | Marian Bublewicz         | Wiesław Grabarczyk        | Opel Kadett GT/E      | 1:18:36 | +3:23  | II/9-15     |
| 5       | Marek Karczewski         | Krzysztof Szymczak        | Polski Fiat 125p 1500 | 1:22:09 | +6:56  | I/8         |
| 6       | Ryszard Granica          | Jerzy Werner              | Polski Fiat 125p 1500 | 1:24:54 | +9:41  | I/8         |
| 7       | Ryszard Trzciński        | Olgierd Waydowski         | Polski Fiat 125p 1500 | 1:25:30 | +10:17 | I/8         |
| 8       | Lesław Orski             | Stanisław Chałasa         | Renault 5 Alpine      |         |        | II/8        |
| 9       | Jerzy Kobyliński         | Janusz Siniarski          | Polski Fiat 125p 1500 |         |        | I/8         |
| 10      | Tadeusz Buksowicz        | Romuald Zbigniew Kabulski | Polski Fiat 125p 1500 |         |        | I/8         |